# Lee Wiley

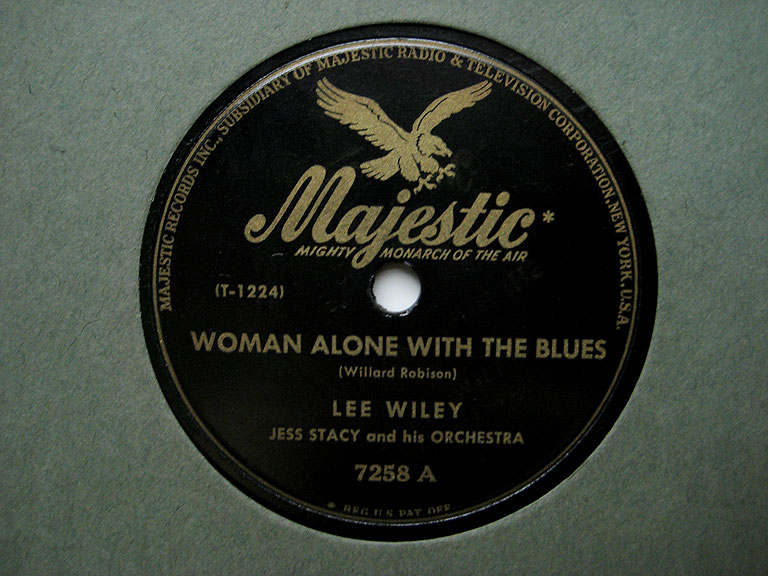
78er von Lee Wiley mit Jess Stacy: „Woman Alone with the Blues“ (Robison)

Lee Wiley (* 9. Oktober 1908 in Fort Gibson, Oklahoma; † 11. Dezember 1975 in New York City) war eine US-amerikanische Jazzsängerin.

## Leben und Wirken
Nach kurzem Studium in Tulsa ging Lee Wiley nach New York, um eine Karriere als Sängerin zu versuchen. Diese begann sie in der Leo Reisman Band im Central Park Casino in New York, mit der sie auch in Chicago auftrat. Der Gesangsstil ihrer Anfangsjahre war von Mildred Bailey und Ethel Waters beeinflusst. Ihr erster Hit mit der Reisman-Band war der Vincent Youmans Titel „Time on my Hands“. 1933 verließ sie Reismans Band, arbeitete bei Paul Whiteman und später mit dem Casa Loma Orchestra, mit dem sie „A Hundred Years from Today“ aufnahm, sowie den Dorsey Brothers und Johnny Green. Sie arbeitete auch eng mit dem Komponisten Victor Young zusammen (mit dem sie auch befreundet war), wobei verschiedene Titel entstanden, für die Lee Wiley die Texte schrieb, wie der Song „Got The South In My Soul“ oder „Anytime, Anyday, Anywhere“; letzter wurde ein Rhythm and Blues Hit in den 1950er Jahren. Wiley war auch Stargast im Orchester von Paul Whiteman und erschien als Titelbild auf Radiozeitschriften.

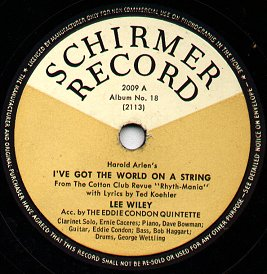
78er von Lee Wiley mit dem Eddie Condon-Quintett

Nach einer längeren Abwesenheit von der Musikszene wegen einer Erkrankung – es bestand der Verdacht auf Tuberkulose – hatte Lee Wiley im Jahr 1939 ein Comeback. Sie gehörte zu dem Musikerkreis um Eddie Condon an und nahm ein 78er Album-Set mit acht Gershwin Songs für das kleine Plattenlabel „Liberty Music Shops“ auf. Der Set war ein Verkaufserfolg und wurde dann mit weiteren Album-Sets fortgesetzt, die der Musik von Cole Porter (1940), Richard Rodgers & Lorenz Hart (1940 und 1954), Harold Arlen (1943) und Vincent Youmans und Irving Berlin (1951) gewidmet waren. Begleitet wurde die Sängerin von Musikern wie Bunny Berigan, Bud Freeman, Max Kaminsky, Fats Waller, Billy Butterfield, Bobby Hackett, Eddie Condon sowie dem Bandleader Jess Stacy, mit dem Lee Wiley einige Jahre verheiratet war.
In den 1940er Jahren trat sie mit Stacy (in dessen Juli 1945 bis Mai 1946 bestehender Bigband sie sang) ebenso auf wie mit Eddie Condon in Radio-Shows und in dessen Konzerten in der New Yorker „Town Hall“ und im Ritz Theater in den Kriegsjahren.
Wileys Karriere setzte sich in den 1950er Jahren beim Label Columbia fort mit der Veröffentlichung des Albums Night in Manhattan (1950). Im Jahr 1954 eröffnete sie, begleitet von Bobby Hackett, das allererste Newport Jazz Festival. Im gleichen Jahr wirkte sie an einem Album von Ruby Braff mit. In der zweiten Hälfte der Dekade entstanden zwei ihrer besten Alben, West of the Moon (1956) und A Touch of the Blues (1957).
In den 1960er Jahren zog sich Wiley weitgehend von der Szene zurück, trat noch 1963 in einem Fernsehfilm auf (Something About Lee Wiley), in dem sie ihre Lebensgeschichte erzählte.
1971 erschien ein letztes Album, „Back Home Again“. Ihr letzter öffentlicher Auftritt war ein Konzert in der New Yorker Carnegie Hall im Jahr 1972 als Programmpunkt des New York Jazz Festival (dem New Yorker Ableger des Newport Festivals), wo sie enthusiastisch gefeiert wurde und wiederum mit Bobby Hackett spielte.
Lee Wiley war in den 1930er Jahren eine recht populäre Sängerin in den USA: Sie galt wegen ihres ausgesuchten Repertoires und ihrer persönlichkeitsstarken Ausdrucksweise für viele als eine der bedeutendsten weißen Jazzsängerinnen. Sie war die erste Jazz-Sängerin, die (ab 1939) Alben mit Musik zu einzelnen Komponisten wie George Gershwin aufnahm.
Will Friedwald würdigt in seinem Buch Singing Voices Lee Wiley in einem Atemzug mit Mildred Bailey und Connee Boswell, die Anfang der 30er die weiblichen Pioniere in der Ära der Bandsängerinnen waren. Erst mit dem RCA-Album West of the Moon (1956) hätte sie nach langen Jahren des „Auf und Ab“ ein Meisterwerk geschaffen.

## Auswahldiskographie
- Eddie Condon: 1944-1946 (Classics)
- Dorsey Brothers: Harlem Lullaby (Hep, 1933)
- Jess Stacy: Ec-Stacy (ASV, 1935–1945)
- Lee Wiley & Ruby Braff Quartet: Duologue (Black Lion, 1954)
- Lee Wiley & Billy Butterfield Orchestra: A Touch of the Blues (RCA, 1958)